# Redundancia (lingüística)
En lingüística, la redundancia se refiere a la información que se expresa más de una vez.
Ejemplos de redundancias son los rasgos de concordancia múltiples en morfología, los rasgos múltiples que distinguen los fonemas en fonología o el uso de varias palabras para expresar una sola idea en retórica.

## Gramática
La redundancia puede producirse en cualquier nivel de la gramática. Debido a la concordancia (en algunas lenguas es necesario que en un sintagma u oración las palabras concuerden entre sí) puede que la misma información semántica se vea expresada varias veces. En español, en la frase los árboles verdes, por ejemplo, el artículo 'los', el sustantivo 'árboles' y el adjetivo 'verdes' están declinados para mostrar que la oración es plural. Un ejemplo en inglés sería: that man is a soldier frente a those men are soldiers.
En fonología, un par mínimo es un par de palabras o de sintagmas que difieren solamente en un fonema, la unidad distintiva más pequeña del sistema de sonido. Aun así, los fonemas pueden diferir en varias características fonéticas. Por ejemplo, los fonemas ingleses /p/ y/ b/ en las palabras pin y bin presentan diferentes expresiones, aspiraciones y tensión muscular. Cualquiera de estas características es suficiente para diferenciar /p/ de /b/ en inglés. La gramática generativa utiliza esta redundancia para simplificar la forma de la descripción gramatical. Cualquier característica que se pueda predecir sobre la base de otras características (como la aspiración en relación con el sonido) no necesita indicarse en la regla gramatical. Las características que no son redundantes y, por lo tanto, deben indicarse mediante una regla, se llaman características distintivas. Al igual que la concordancia en la morfología, la alternancia condicionada fonológicamente (como la coarticulación y la asimilación) añade redundancia a nivel fonológico. La redundancia de las reglas fonológicas puede aclarar ciertas ambigüedades en la comunicación oral. El psicólogo Steven Pinker asegura que la redundancia conferida por las reglas fonológicas puede compensar parte de la ambigüedad de la onda sonora y ayudar a la comprensión del discurso. Por ejemplo, un hablante puede saber que thisrip debe ser rip y no srip porque en inglés una palabra no puede empezar por sr.

## Retórica
Las redundancias en el lenguaje a menudo no son intencionadas, pero las frases redundantes también se pueden utilizar deliberadamente para dar énfasis y para reducir la posibilidad de que una frase sea malinterpretada. En retórica, el término «redundancia» tiende a tener una connotación negativa y puede percibirse como inadecuado debido al uso de palabras duplicativas o innecesarias (y algunas personas expanden la definición para incluir el uso de palabras autocontradictorias, similar a la doble negación). Sin embargo, sigue siendo una forma lingüísticamente válida de poner énfasis en alguna idea expresada. Mediante el uso de la repetición de ciertos conceptos, la redundancia aumenta las probabilidades de previsibilidad del significado de un mensaje y de su comprensión para los demás.
La redundancia suele adoptar forma de tautología: frases que repiten un significado con palabras diferentes, aunque semánticamente similares. Ejemplos comunes son: «variedad de diferentes artículos», «bono añadido», «sobrexagerar», «y etc.», «resultado final», «regalo gratuito», «planes de futuro», «rumor sin confirmar», «matar o asesinar a alguien hasta la muerte», «historia pasada», «refugio seguro», «peligro potencial», «completamente rodeado», «falsa pretensión» y muchos otros. También está la asociación jocosa autorreferencial llamada «El club de redundancia de la redundancia», también conocida como «Club del club de la redundancia».
Un subconjunto de la tautología es el síndrome RAS, en el cual una de las palabras representadas por un acrónimo se repite fuera de este: «el virus del VIH», «el número PIN», «DEP en paz» o «discos RAID». Estas expresiones significan «virus del virus de la inmunodeficiencia humana», «número número de identificación personal», «descanse en paz en paz» y «discos de grupo redundante de discos independientes», respectivamente. El propio síndrome RAS es un ejemplo irónico del síndrome RAS en acción: significa «síndrome del síndrome del acrónimo redundante». Otra redundancia común es la expresión «te tkm», propia de los chats, que literalmente significa «te te quiero mucho».
Una categoría más general de la redundancia es el pleonasmo, que puede ser cualquier palabra (o incluso parte de palabra) innecesaria. En la tautología retórica y el síndrome RAS se engloba también el uso dialectal de partes técnicamente innecesarias, como el uso de «debe de» en vez de solo «debe» seguido de infinitivo para expresar una suposición. El pleonasmo también puede adoptar la forma de redundancias puramente semánticas, que son parte del uso estándar de facto de un idioma y son «transparentes» para el usuario (por ejemplo, la pregunta francesa Qu'est-ce que c'est?, que significa ¿qué es eso? o ¿qué es?, se traduce literalmente como ¿qué es eso que es eso? No obstante, el término pleonasmo la mayoría de las veces se emplea como sinónimo de tautología.

## Redundancia contra repetición
Las guías de escritura, especialmente las de escritura técnica, suelen aconsejar evitar la redundancia, especialmente el uso de dos expresiones que significan lo mismo. Tal repetición va en contra de la legibilidad y la concisión. Otros hacen una distinción entre redundancia y repetición:
La repetición, si se utiliza bien, puede ser una buena herramienta para usar en la escritura. Puede agregar énfasis a lo que se está tratando de decir y reforzar un argumento. Hay muchos tipos de repetición útil. La redundancia, por otro lado, no puede ser buena. La redundancia se da cuando la repetición de una palabra o idea no aporta nada al uso anterior: simplemente replantea lo que ya se ha dicho, ocupa espacio, y se interpone en el camino sin añadir significado.
El científico informático Donald E. Knuth, autor de libros de texto muy reconocidos, recomienda enunciar las cosas dos veces, de maneras complementarias, especialmente cuando se da una definición. Considera que esto refuerza el entendimiento del lector.